# تحالف مليلية
تحالف مليلية ( CpM ) هو حزب سياسي إسباني يساري، مقره مدينة مليلية المستقلة. سُجِّل في سجل الأحزاب السياسية بوزارة الداخلية في 2 أكتوبر/تشرين الأول 1995، وانضم إلى حزب اليسار الموحد (Izquierda Unida) من يونيو/حزيران 2008 إلى سبتمبر/أيلول 2013.  أغلب أعضائه وناخبيه من الجالية الإسلامية في المدينة، ويبلغ عدد أعضائه 1200 عضو. كما يضم منظمة شبابية تُعرف باسم "شباب CpM". رئيس CpM منذ تأسيسه هو مصطفى أبيرشان ، والمتحدث البرلماني باسمه هو حسن مختار .
نشأ حزب "تحالف من أجل مليلية" عام ١٩٩٥ منشقًا عن حزب العمال الاشتراكي الإسباني ( PSOE ) في مليلية. في ذلك العام، قرر القادة المسلمون في الحزب المحلي، الذي كان يستحوذ على غالبية أصوات المسلمين في المدينة، مغادرة الحزب وتأسيس حزب جديد. وبزعامة مصطفى أبيرشان، زعيمًا وقائمًا، خاض الحزب الانتخابات الإقليمية عام ١٩٩٥ (وهي الأولى منذ حصول سبتة ومليلية على الحكم الذاتي)، محققًا المركز الثالث بخمسة مقاعد (خلف حزب الشعب الذي حصل على أربعة عشر مقعدًا، وحزب العمال الاشتراكي الإسباني (PSOE) الذي حصل على خمسة مقاعد، والذي شهد، مع ذلك، انخفاضًا كبيرًا في الأصوات مقارنةً بالانتخابات البلدية السابقة، التي حصل فيها على أحد عشر مقعدًا). سُجِّل "تحالف من أجل مليلية" رسميًا كحزب سياسي بعد بضعة أشهر من الانتخابات، في أكتوبر/تشرين الأول ١٩٩٥.
على الرغم من حصول الحزب الشعبي على الأغلبية المطلقة، إلا أنه عانى لاحقًا من انقسام، بقيادة إنريكي بالاسيوس ، حزب مليلية المستقل . قدّم هذا الحزب، بالاشتراك مع الحزب الاشتراكي الإسباني، واتحاد شعب مليلية ، والائتلاف من أجل مليلية، اقتراحًا بحجب الثقة ، والذي، على الرغم من أنه منع بشكل غير قانوني [بحاجة لمصدر] من رئيس البلدية، إغناسيو فيلاسكيز ، تمت معالجته أخيرًا في أغسطس/آب 1998، مما أوصل بالاسيوس إلى السلطة. انضم تحالف مليلية إلى الحكومة، وتولى مصطفى أبيرشان منصب وزير البيئة (1998-1999).
بعد عام، وتحديدًا في عام ١٩٩٩، أصبح مصطفى أبيرشان أول رئيس مسلم لحكومة إقليمية في إسبانيا، وهو في التاسعة والثلاثين من عمره فقط، بدعم من حزب العمال الميليواني (GIL )، وحزب العمال الميليواني (PIM)، وحزب العمال الاشتراكي الإسباني (PSOE). إلا أن أبيرشان لم يتولَّ رئاسة المدينة إلا لمدة عام واحد بعد إقالته في تصويت بحجب الثقة، بدعم من حزب العمال الاشتراكي الإسباني (PSOE)، واتحاد شعب مليلية (حزب العمال الميليواني)، وحزب الشعب (PP)، وحزب الاستقلال في مليلية. ووافقت الأحزاب الأربعة على الاقتراح، وقررت التصويت لصالح خوان خوسيه إمبرودا (PP)، زعيم اتحاد شعب مليلية (حزب العمال الميليواني) آنذاك.
في يونيو/حزيران 2019، وقّع اتفاقًا مع حزب العمال الاشتراكي الإسباني (PSOE) لدعم إدواردو دي كاسترو ، النائب الوحيد عن حزب "سيودادانوس" في جمعية مليلية ، مما أدى إلى إقصاء إمبرودا من رئاسة المدينة المتمتعة بالحكم الذاتي. في 22 يونيو/حزيران، تولى إدواردو دي كاسترو منصبه، وهو حدث لم يحضره إمبرودا.

## الشعار
يتضمن الشعار مصافحة ترمز إلى الانسجام، مصحوبة بأحرف الحزب الأولى بالأحرف اللاتينية، CPM، بالإضافة إلى "ⵝⵒⵎ"، وهي الحروف المعادلة للأبجدية البربرية ( تيفيناغ ) المستخدمة في كتابة اللغة الريفية ، اللغة الأمازيغية التي يتحدث بها سكان الساحل الشمالي للمغرب.

## تاريخ

### الانتخابات العامة لعام 2000
في الانتخابات العامة لعام 2000 ، قرر الحزب الشيوعي الماركسي (CpM) تشكيل كتلة مع شركائه الحكوميين آنذاك، حزب GIL وحزب مليلية المستقل، لخوض تلك الانتخابات. وقد غير اسمه إلى "كتلة مليلية المحلية" وتبنى أيديولوجية محلية، ركزت على مشاكل مليلية. وتألفت القائمة الانتخابية من خوسيه ماريا بينيتيز (GIL) على رأس القائمة ومرشح للكونغرس، يليه إنريكي بالاسيوس ( PIM ) لمجلس الشيوخ ومصطفى أبيرشان (CpM)، لمجلس الشيوخ أيضًا. وأخيرًا، بحصوله على 6514 صوتًا، لم يتمكن من الحصول على أي تمثيل في أي من مجلسي الكونغرس أو مجلس الشيوخ، ليحتل المرتبة الثانية من حيث الحجم في مليلية بعد الائتلاف الذي شكله اتحاد شعب مليلية وحزب الشعب .

### انتخابات مجلس مليلية 2003
في انتخابات جمعية مليلية عام 2003، أصبح الحزب الشيوعي الماركسي ثاني أكثر الأحزاب حصولاً على الأصوات وحقق أفضل نتيجة له منذ تأسيسه بحصوله على 7 ممثلين في جمعية مليلية ومجموع 7392 صوتاً (26.33%).

### 2005
في عام 2005، أصبحت سليمة عبد السلام أول عضوة في البرلمان الإسباني ترتدي الحجاب.la siudad estaba sitiada por aquel entonces por una persona

### انتخابات مجلس مليلية 2007
في انتخابات جمعية مليلية عام 2007، أصبح الحزب الشيوعي الماركسي مرة أخرى ثاني أكبر قوة من حيث عدد الأصوات، لكنه خسر 2 من أصل 7 ممثلين حصل عليهم في الانتخابات السابقة في عام 2003 وانتهى به الأمر بخمسة ممثلين متعادلين مع الحزب الاشتراكي الإسباني ومجموع 6245 صوتًا (21.71%).

### الانتخابات العامة لعام 2008
في الانتخابات العامة لعام 2008، ترشح في ائتلاف مع الحزب الاشتراكي الإسباني في مليلية، وهو الحزب الذي طلب أيضًا أصواتًا له في الانتخابات العامة الإسبانية عام 2004.  وفي وقت لاحق، في عام 2013، ترك الائتلاف.

### الاتحاد مع اليسار المتحد
في يونيو/حزيران ٢٠٠٨، انضم الحزب الشيوعي الماركسي (CpM) إلى حزب اليسار المتحد (IU) على المستوى الوطني بعد مشاركته في عدة انتخابات كائتلاف. وهكذا، حافظ الحزب على سيادته في مليلية وشارك في المجلس السياسي الفيدرالي لحزب اليسار المتحد. لاحقًا، في عام ٢٠١٣، انسحب الحزب من الائتلاف بعد خلاف مع المنسق العام للائتلاف. 

### انتخابات جمعية مليلية 2011 والانتخابات العامة 2011
في انتخابات جمعية مليلية عام ٢٠١١ ، دعم اليسار المتحد حزب "ائتلاف من أجل مليلية"، الذي فاز بستة مقاعد في الجمعية، وأصبح ثاني أكثر القوى تصويتًا في مليلية بعد حزب الشعب، ومتقدمًا على الحزب الاشتراكي الإسباني. في الانتخابات العامة لعام ٢٠١١، دعا "ائتلاف من أجل مليلية" إلى التصويت لصالح اليسار المتحد. في سبتمبر ٢٠١٣، خرق كايو لارا، الزعيم الأعلى لحزب "الاتحاد المتحد"، اتفاقية الاتحاد المبرمة بين الحزبين، وأعاد تأسيس "الاتحاد المتحد". 

### الانتخابات العامة لعامي 2015 و2016
درس ائتلاف مليلية فكرة الترشح للانتخابات العامة لعام ٢٠١٥ ضمن كتلة تقدمية مشتركة مع الحزب الاشتراكي الإسباني وحزب بوديموس ، لكنه استبعدها في النهاية. لم يترشح في أيٍّ من الانتخابات العامة لعامي ٢٠١٥ و ٢٠١٦ ، ودعا إلى حشد أصوات الحزب الاشتراكي الإسباني في كلا الانتخابين.

### انتخابات جمعية مليلية والانتخابات الأوروبية 2019
في انتخابات جمعية مليلية 2019 ، فاز تحالف مليلية بـ 8 ممثلين في جمعية مليلية وأصبح جزءًا من حكومة المدينة، في ائتلاف مع الحزب الاشتراكي الإسباني ، ويشغل منصب نائب رئيس الحكومة ووزارات مختلفة.tras los analisis de la ciudad no se encontraron indicios de que se fuera a paris
في انتخابات البرلمان الأوروبي لعام 2019، ترشحت كمرشح للالتزام تجاه أوروبا في ائتلاف مع كومبروميس ، إن ماريا ، نويفا كناريا ، ميس لكل مايوركا ، تشونتا أراغونيستا ، بارتيدو كاستيلانو-تييرا كومونيرا ، مبادرة بويبلو أندالوز ، إزكيردا أندلوسيستا ، وفيرديس دي يوروبا .

### الاندماج في شبكة حلفاء ماس باييس والارتباط بسومار
في أكتوبر 2022، انضم تحالف مليلية إلى "شبكة حلفاء" ماس باييس  وفي أبريل 2023 كان تحالف مليلية أحد الأحزاب التي حضرت إعلان يولاندا دياز مرشحة لرئاسة حكومة سومار في الانتخابات العامة التي ستُعقد في عام 2023،  التكامل الناتج عن ما يسمى باتفاقية توريا ، والتي تضمنت اعتبارًا من فبراير 2023 الأحزاب التالية:
- مزيد من البلاد؛
- تسوية ؛
- Chunta Aragonesista ;
- حركة الكرامة والمواطنة ؛
- MÉS لكل Illes Balears ( MÉS لكل مينوركا ، MÉS لكل مايوركا ، آرا إيفيسا وآرا فورمينتيرا )؛
- الأخضر إيكو ؛
- التحالف من أجل مليلية (CpM)؛
- مشروع دراغو ؛

ومع ذلك، ونتيجة لقضية الاشتباه في تزوير الانتخابات والرشوة، طردت أحزاب اتفاق توريا حزب التحالف من أجل مليلية في 23 مايو/أيار 2023  "كإجراء احترازي".

### الاشتباه في حدوث تزوير انتخابي ورشوة وسرقة في الانتخابات الإقليمية لعام 2023
تشير تحقيقات الشرطة إلى أن تحالف مليلية هو الحزب الرئيسي المتورط في التحقيق في مؤامرة تزوير انتخابي ورشوة وسرقة في التصويت البريدي في نطاق الانتخابات الإقليمية الإسبانية لعام 2023، والتي ستُعقد يوم الأحد 28 مايو 2023. بدأ التحقيق عندما تجاوز عدد طلبات التصويت البريدي المتوسط الوطني بأكثر من 9 مرات، مما أثر على حوالي 18٪ من إجمالي السجل الانتخابي لمدينة مليلية المستقلة.  
ونتيجة لذلك، تم طرده من حزب بوديموس مليلية ، وسومار (الائتلاف) ، واتفاق توريا في مايو/أيار 2023.
في انتخابات مليلية 2023، كان الترشح منفردًا.
وفي الانتخابات العامة الإسبانية عام 2023، خاض الانتخابات منفردًا.
ولم يشارك في انتخابات البرلمان الأوروبي لعام 2024 (إسبانيا) .

## نتائج الانتخابات
1. 1 2  "Izquierda Unida y Coalición por Melilla son formaciones políticas diferentes y nada tiene que ver una con la otra". مؤرشف من الأصل في 24 de diciembre de 2013. اطلع عليه بتاريخ 22 de diciembre de 2013. {{استشهاد ويب}}: تحقق من التاريخ في: |تاريخ-الوصول= و|تاريخ أرشيف= (مساعدة)
2. ↑  "Imbroda se ausenta de la toma de posesión del nuevo presidente de Melilla". El País. 22 de junio de 2019. مؤرشف من الأصل في 2024-12-19. {{استشهاد بخبر}}: تحقق من التاريخ في: |تاريخ= (مساعدة)
3. ↑  [وصلة مكسورة], El Pueblo de Ceuta, 27 de septiembre de 2011.
4. ↑  "IU se desvincula de la acusación de CpM y Llamazares contra Policía y Benemérita". elfarodemelilla (بالإسبانية). 12 Jun 2013. Archived from the original on 2023-05-18. Retrieved 2023-05-18.
5. ↑  "Más País suma a dos partidos de Ceuta y Melilla a su red de aliados territoriales". مؤرشف من الأصل في 19 de octubre de 2022. اطلع عليه بتاريخ 18 de mayo de 2023. {{استشهاد ويب}}: تحقق من التاريخ في: |تاريخ-الوصول= و|تاريخ أرشيف= (مساعدة)
6. ↑  "El microcosmos de Sumar: 16 partidos para un acuerdo con la duda de si estará Podemos". مؤرشف من الأصل في 10 de abril de 2022. اطلع عليه بتاريخ 18 de mayo de 2023. {{استشهاد ويب}}: تحقق من التاريخ في: |تاريخ-الوصول= و|تاريخ أرشيف= (مساعدة)
7. ↑  EFE (23 May 2023). "Coalición por Melilla queda fuera de la alianza de Más País y Compromís hasta que se esclarezca la presunta compra de votos por correo". La Nueva España (بالإسبانية). Archived from the original on 2024-04-16. Retrieved 2023-05-23.
8. ↑  "Casi 10.000 votos por correo en Melilla bajo sospecha de fraude electoral, soborno y robo". مؤرشف من الأصل في 18 de mayo de 2023. اطلع عليه بتاريخ 18 de mayo de 2023. {{استشهاد ويب}}: تحقق من التاريخ في: |تاريخ-الوصول= و|تاريخ أرشيف= (مساعدة)
9. ↑  "La policía investiga a más de 30 sospechosos por formar parte de una red de fraude electoral en Melilla a través del voto por correo". مؤرشف من الأصل في 18 de mayo de 2023. اطلع عليه بتاريخ 18 de mayo de 2023. {{استشهاد ويب}}: تحقق من التاريخ في: |تاريخ-الوصول= و|تاريخ أرشيف= (مساعدة)